# Kuvaanluodot
Kuvaanluodot är en ö i Finland. Den ligger i sjön Puula och i kommunen Kangasniemi i den ekonomiska regionen  S:t Michel och landskapet Södra Savolax, i den södra delen av landet, 210 km nordost om huvudstaden Helsingfors. Öns area är 4,6 hektar och dess största längd är 290 meter i öst-västlig riktning.  Notera att namnet antyder att det är fråga om flera öar.